# Apomecyna bisignata
Apomecyna bisignata là một loài bọ cánh cứng trong họ Cerambycidae.